# Dociostaurus australis
Dociostaurus australis är en insektsart som först beskrevs av Bolívar, I. 1889.  Dociostaurus australis ingår i släktet Dociostaurus och familjen gräshoppor. Inga underarter finns listade i Catalogue of Life.